# Gaze
Gaze er ganske løst vævet tøj med firkantede åbninger. Da det let mister sin sammenhæng, fremstiller man den ved en særlig slags vævning.
Der benyttes to systemer af kædetråde - 1 og 2 på illustrationen - af hvilke det ene, 1, altid ligger over islættrådene a b c d e . . ., og imellem to sådanne slynger sig om trådene i det andet, 2, der altid ligger under islætten. Man får herved den fasthed i vævet, der er nødvendig ved fx sigtedug (sigteflor) af silke til brug i møller.
- Et stykke gaze
- Tarlatan[2]

Gaze væves både af silke, halvsilke, bomuld og hørgarn, hvidt, stribet, brocheret og mønstret på mange måder, og hertil hører tarlatan, marly, crep de chine og andet. Glansgaze eller sølvgaze er bomuldsgaze overtrukket med en gelatineopløsning, hvorved den bliver uigennemtrængelig for støv; den har været anvendt til overtræk over malerier, lysekroner og lignende.
Forbindsstoffer er gaze imprægneret med forskellige antiseptiske stoffer
Ved indbinding af bøger kan gaze også anvendes til stabilisering eller forstærkning af ryggen på bogblokken. Den slags bogbindergaze kaldes også jaconet.